# Dodge 500
Der Dodge 500 war ein mittelschwerer LKW, der 1964 eingeführt und in Großbritannien von Dodge gebaut wurde.

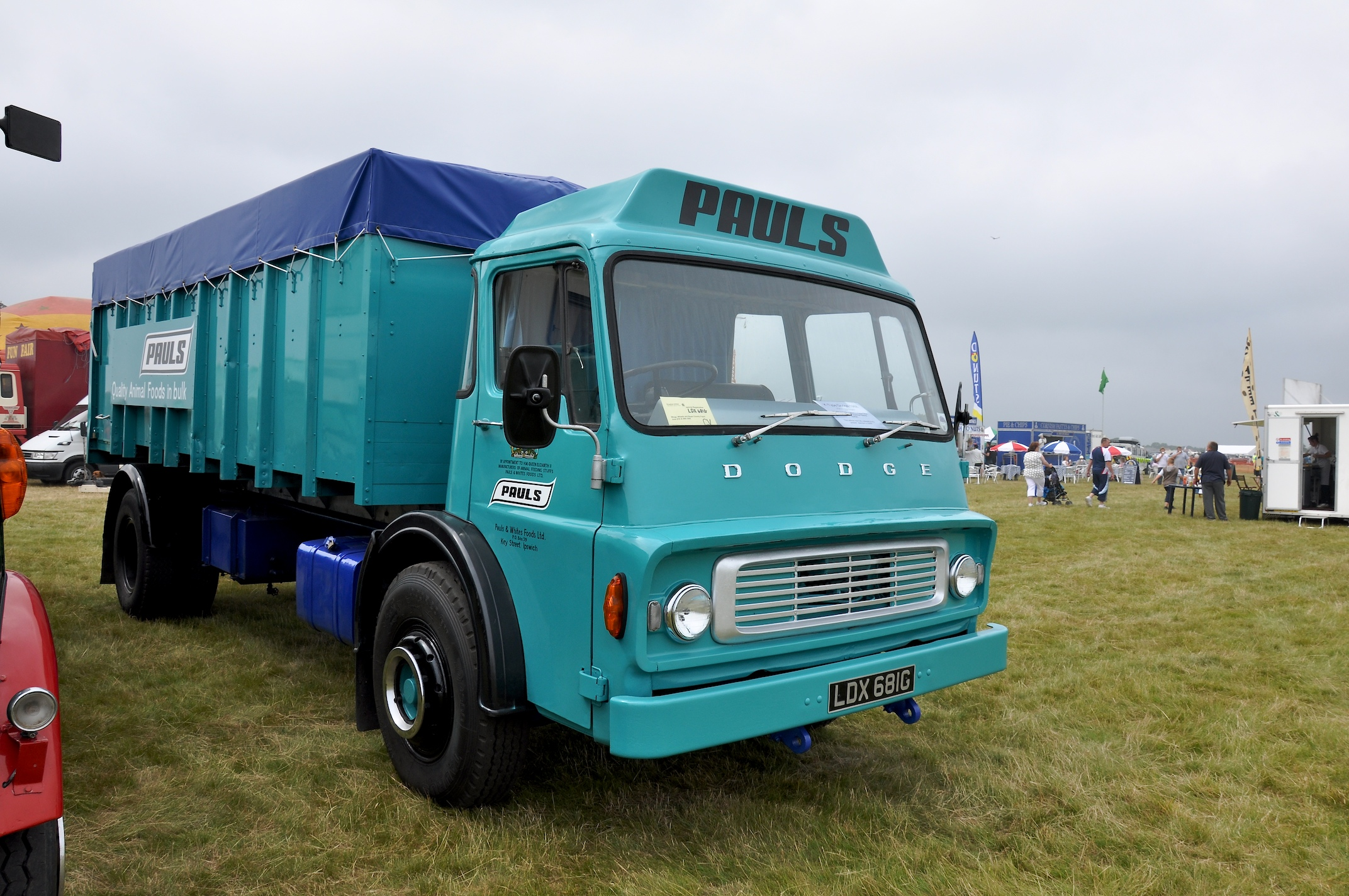
Dodge 500 mit Low-Entry-Führerhaus Baujahr 1968, auch als Dodge K vermarktet

## Geschichte und Entwicklung
Der Dodge 500 wurde in den frühen 1960er Jahren entwickelt; das Design kam von Ghia, die Entwicklung der mechanischen Komponenten von der Rootes-Gruppe in Kew. Alle Räder waren an Blattfedern aufgehängt, auf Wunsch gab es hinten zusätzliche Hilfsfedern. Der Frontlenker-LKW hatte einen Dieselmotor, der unter dem weit nach vorn gesetzten Führerhaus saß. Dieses war für sein Design, sein Platzangebot und seinen Komfort bekannt. Es bot große Fensterflächen mit einer guten Straßenübersicht und der Motor beanspruchte wenig Platz unter dem Führerhaus. Herausgebracht wurde er im Dezember 1964. Die Kunden bekamen die Wagen nur grundiert und ließen sie nach eigenen Wünschen lackieren und mit Aufbauten versehen.
Der Dodge 500 war in Großbritannien beliebt und wurde auch exportiert. In einigen Fällen trug er Markenzeichen von Commer, DeSoto oder Fargo. Die Fahrzeuge wurden als Fahrgestell mit Kabine verkauft und die Kunden kümmerten sich dann um die Aufbauten etc.
Die Ladekapazität begann bei 11 t beim Zweiachser und reichte über den Dreiachser mit 16 t bis zum Lastzug mit 30 t. Wer weniger Zuladung wollte, wurde auf den Dodge 100 verwiesen.
Mit Hilfe von Zulieferern wurde eine spezielle Aluminium-Stahl-Legierung entwickelt, um das Gewicht des Fahrgestells möglichst niedrig zu halten. Querträger aus Rohr und U-Profil wurden mit den Längsträgern verschraubt. Auch die Blattfederaufnahmen wurden verschraubt, wo möglich, an den Querträgern. Dieselmotoren von Cummins und Perkins wurden verbaut.
Die Käufer hatten die Wahl zwischen Cummins V6- und V8-Dieselmotoren, die 130–170 bhp (96–125 kW) lieferten, und den britischen Perkins-Dieseln mit 120 bhp (88 kW). Alle diese Motoren waren sehr zuverlässig. Das Getriebe war handgeschaltet.